# إنغفالد بجيركي
إنغفالد بجيركي (بالنرويجية البوكمول: Ingvald Bjerke)‏ (13 مارس 1907 – 1990) هو ملاكم نرويجي راحل، مثّل بلاده في الألعاب الأولمبية الصيفية 1928.

## روابط خارجية
إنغفالد بجيركي على موقع أوليمبيديا (الإنجليزية)